# Louis Aimé Augustin Le Prince
 (juillet 2021).
Louis Aimé Augustin Le Prince, né à Metz le 28 août 1841 et disparu mystérieusement le 16 septembre 1890, est un chimiste, ingénieur et inventeur français, l'un des pionniers du cinéma.

## Biographie

### Enfance
Louis Le Prince est le fils d'un militaire de carrière, officier de la Légion d'honneur, et le frère de l'architecte Albert Leprince. Il grandit en passant beaucoup de temps dans l’atelier d'un pionnier de la photographie, Louis Daguerre, ami de son père. Il reçoit de Daguerre des leçons de chimie et il est initié à la photographie. Il pose en tant que modèle pour un daguerréotype, la forme la plus ancienne de la photographie. Il étudie la peinture à Paris puis la chimie à l’université de Leipzig.

### Angleterre et photographies
En 1868, il part vivre à Leeds dans le Yorkshire de l'Ouest en Angleterre après avoir été invité à rejoindre un ami d’université, le riche industriel britannique John Whitley, dans la Whitley Partners of Hunslet (en), une entreprise de fondeurs de laiton fabriquant des valves et des composants. En 1869, il épouse Elizabeth Whitley, sœur de John et artiste talentueuse. En 1871, Louis et sa femme créent une école d’art appliqué, The Leeds Technical School of Art. Ils acquièrent une renommée dans l’art de fixer des photographies en couleur sur le métal et les poteries, ce qui les amène à réaliser les portraits de la reine Victoria et du premier ministre William Gladstone, portraits qui sont enfermés dans une capsule temporelle, construite par Whitley Partners of Hunslet, placée dans les fondations de l’obélisque de Cléopâtre sur les bords de la Tamise.

### États-Unis et «photographies mobiles»
En 1881, Louis Le Prince part pour les États-Unis en tant qu’agent de la Whitley Partners, où il demeure avec sa famille après l’expiration de son contrat. Il devient manager d’un groupe d’artistes français. Durant cette période il continue ses expériences sur la production de « photographies mobiles ». Il fabrique en 1886 un appareil photographique à seize objectifs, dont il dépose le brevet. Cet appareil photographique reprend une technique mise au point, selon des procédés différents, par le Français Étienne-Jules Marey et l'Anglais Eadweard Muybridge, celle de la chronophotographie, visant à décomposer et étudier, les mouvements des êtres humains ou des animaux, et en général tout phénomène trop rapide pour être analysé par le regard (exemples : chute d'une goutte d'eau, explosions ou réactions chimiques). Le Prince recourt ainsi à seize optiques devant seize plaques de verre enduites de produit photosensible (collodion), dont les instantanés sont produits par une succession d'ouvertures et de fermetures ultra-rapides d'autant d'obturateurs. Après développement du négatif et tirage sur papier, ces chronophotographies peuvent être observées une par une.

### Retour à Leeds et premiers essais de films

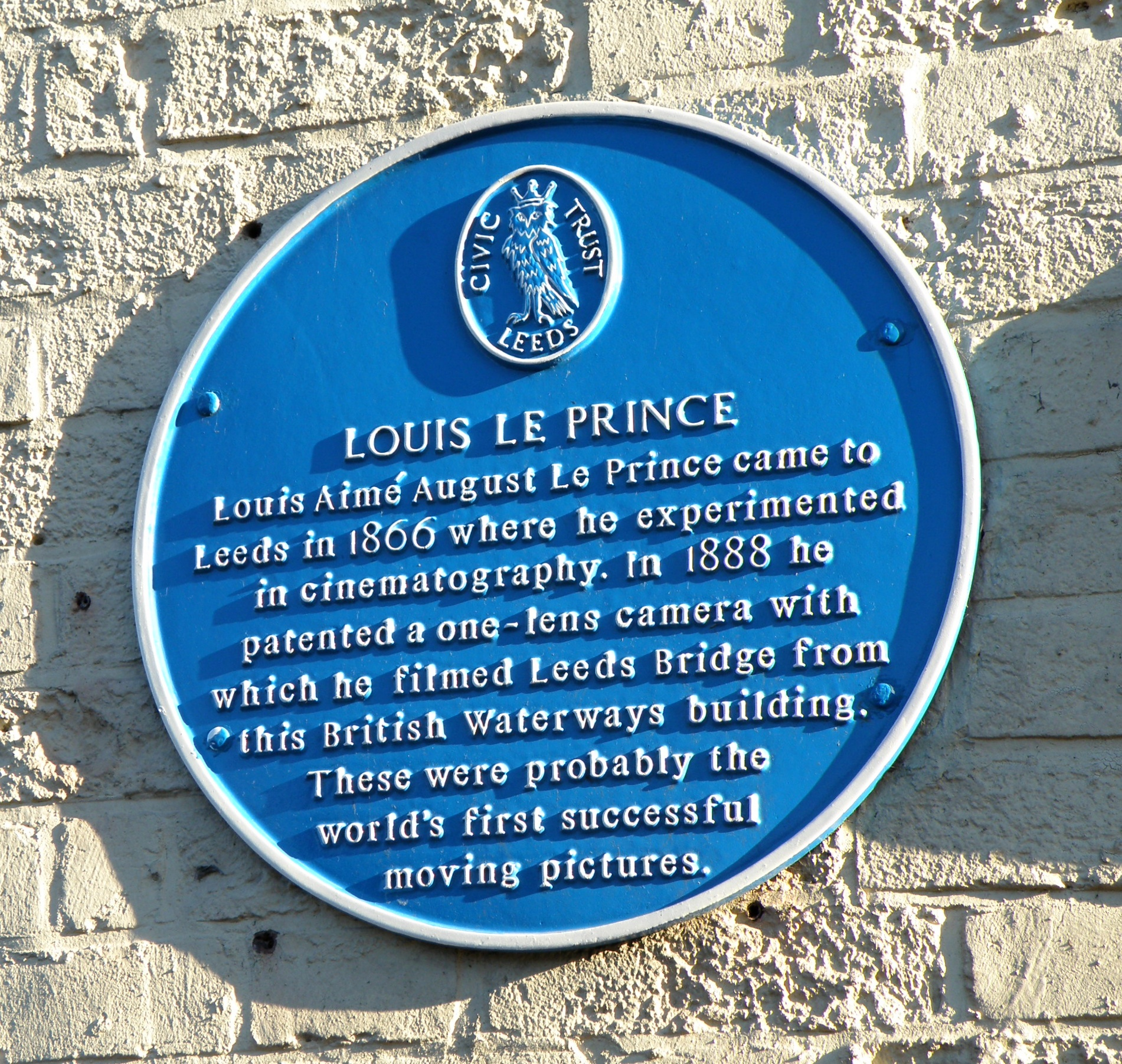
Leeds en Angleterre - une plaque commémorative

Après son retour à Leeds en 1886, Louis Le Prince construit et brevette le 11 janvier 1888, puis un additif le 16 novembre, un appareil de prise de vues animées équipé d'un seul objectif, utilisant un ruban de papier non perforé, enduit de collodion, ainsi que le font à la même époque Étienne-Jules Marey en adaptant de telles bandes à son fusil photographique qui ne permettait jusqu'alors que 12 clichés sur plaque de verre. Le Prince fait des essais concluants à Leeds et surtout le 14 octobre 1888 dans la propriété de ses beaux-parents à Roundhay, un faubourg de Leeds, appelée Oakwood Grange (« Grange de la chênaie »), il tourne ainsi deux ou trois secondes de photogrammes captant le mouvement de personnages en marche. Mais, comme Edison et Dickson, il ne parvient pas à projeter tout d'abord le fragile ruban qui de surplus est opaque.

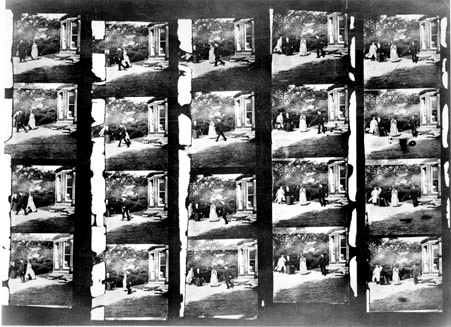
Une scène au jardin de Roundhay : les 20 vignettes originelles, qu'il est impossible de voir ou projeter en mouvement (1888)

Le court métrage muet de 2 secondes, connu sous le nom d'Une scène au jardin de Roundhay, qui est une reproduction sur film 35 mm effectuée en 1930 à partir des photogrammes fixes de Le Prince, est l'un des premiers essais de films (avec ceux notamment du couple Edison-Dickson datant de la même année, titrés Monkeyshines), compte tenu de la date de décès (24 octobre 1888) d’un des personnages qui y apparaît alors vivant. Vers la fin du même mois, Louis Le Prince utilise son dispositif pour photographier des tramways, des calèches et des piétons sur le pont de Leeds (Le Pont de Leeds) ainsi que son fils jouant de l'accordéon (animation ci-contre).

Le Joueur d'accordéon, images prises par Louis Le Prince.

Ces images ont-elle été projetées sur un écran à Leeds, une par une, par une lanterne magique ? Cette supposée projection alimente encore de nos jours la thèse invérifiable de la première projection publique cinématographique, mais nul document ou témoignage, autre que celui des proches de Le Prince, ne sont venus depuis corroborer cette allégation. À cette date, Le Prince est sans doute sur la bonne voie avec son appareil baptisé « Mk2 », mais il lui manque, comme à tous les chercheurs, une étape, celle de l'invention en 1888 par l'Américain John Carbutt du film souple transparent en nitrate de cellulose, la pellicule photographique, commercialisé dès 1889 par l'industriel américain George Eastman, sous la forme de galettes de 70 mm de large. Le Prince, malheureusement, meurt ou disparaît avant la commercialisation de cette invention fondamentale qui met fin à la période que l'on appelle le précinéma.
Jacques Pfend, historien du cinéma, spécialiste de Le Prince, signale l’existence d'un courrier en date du 18 août 1887, envoyé de Paris par Augustin Le Prince à son épouse, alors à New-York, dans lequel il confie l'état de ses travaux et cite en particulier une expérimentation à Paris, à l'angle de l'avenue Trudaine et de la rue Bochart-de-Saron, quelques jours auparavant. À ce courrier, Le Prince joint une série d'images prises successivement à la cadence de 32 images par seconde sur support film de gélatine, connue sous la désignation anglaise de Man Around the Corner (Un homme au coin de la rue). Mais il n'y a aucune trace de visionnage par un public quelconque, ce qui aurait alerté la presse.

### Disparition inexpliquée
En septembre 1890, Louis Le Prince se prépare à retourner au Royaume-Uni pour breveter un appareil de projection, ayant prévu de se rendre ensuite aux États-Unis pour le promouvoir. Avant son voyage, il décide de retourner chez lui voir ses amis et sa famille, puis quitte Bourges le 13 septembre pour rencontrer son frère à Dijon. Le 16 septembre, il monte à bord d'un train pour Paris (comme le suggère un courrier de ses nièces à ses filles) ; à l'arrivée de ce train, on découvre qu'il n'y a nulle trace de Le Prince à bord. On ne trouve ni corps ni bagage dans les voitures, ni le long de la voie. Aucune attitude étrange ou agressive n'est signalée parmi les voyageurs.
La police française, Scotland Yard, et la famille entreprennent des recherches exhaustives qui n'aboutissent pas. La réalité et l'ampleur de cette enquête ont depuis été remises en question, plusieurs historiens ayant échoué à retrouver dans les archives de la Police nationale le moindre dossier Le Prince, ou tout autre document relatif à l'affaire ; de plus, Albert Le Prince n'aurait pas déposé de main courante pour signaler la disparition de son frère. Cependant, un imprimé émanant de la Préfecture de police, daté de 1900, conservée à Memphis par la branche américaine des descendants de Louis Aimé Augustin Le Prince, fait état de l'échec des recherches (et corrobore ainsi leur existence).
Quatre théories principales, relativement mal documentées et tenant davantage de l'hypothèse, ont été proposées pour expliquer les événements :
1. Le suicide parfait
En 1928, le petit-fils d'Albert Le Prince indique à l'historien Georges Potonniée que Louis Le Prince voulait se suicider, étant au bord de la faillite. Son suicide aurait été arrangé, afin que son corps et ses bagages ne soient jamais trouvés. Cependant, Potonniée note que les affaires de Le Prince étaient rentables, qu'il était fier de son invention, et qu'il n'avait de ce fait pas de raison de se suicider[9]. Ce n'est pourtant pas l'avis de tous les historiens. Christopher Rawlence, notamment, affirme que Le Prince était alors à court de ressources et criblé de dettes, et qu'incapable d'avouer à sa famille son incapacité à mettre au point un appareil de projection fiable pour l'exposition new-yorkaise, il aurait pu avoir intérêt à organiser sa disparition (suicide ou exil)[10].
2. Disparition organisée par la famille
En 1966, dans son Histoire comparée du cinéma, Jacques Deslandes affirme que Le Prince disparaît volontairement pour raisons financières et « convenances familiales ». Le journaliste Léo Sauvage précise cette théorie, ayant vu la note prise en 1974 par Pierre Gras, directeur de la bibliothèque municipale de Dijon : un historien du cinéma avait dit à Pierre Gras que Le Prince était mort à Chicago en 1898, « disparition volontaire exigée par la famille (homosexualité) ». Sauvage souligne l'invraisemblance de cette affirmation, et il n'existe aucune preuve dans les documents familiaux laissant penser que Le Prince ait été homosexuel[11]. D'autre part, les recherches visant à retrouver un Louis Aimé Augustin Le Prince dans les cimetières de Chicago n'ont pas abouti[12].
3. Fratricide pour des questions d'argent
En 1976, Jean Mitry propose, dans Histoire du cinéma, la théorie selon laquelle Le Prince aurait été tué. Mitry note que si Le Prince avait réellement voulu disparaître, il aurait aisément pu le faire avant ce voyage en train. Il trouve ainsi peu probable qu'il soit monté à bord du train à Dijon, et s'interroge de fait sur son frère Albert Le Prince, qui est la dernière personne à l'avoir vu vivant[13]. Léo Sauvage reprend cette hypothèse, suggérant qu'Albert Le Prince aurait voulu, par ce meurtre, empêcher son frère de dilapider l'héritage de leur mère[14]. Il semble en effet que la visite du 14 septembre à Dijon avait pour objet le règlement des problèmes liés à l'héritage maternel, laissé en suspens depuis 1887[15].
4. Assassinat dû à la guerre des brevets (« Equity 6928 »)
Christopher Rawlence étudie, parmi d'autres théories, celle de l'assassinat. Il commente les soupçons de la famille Le Prince concernant Edison à propos des brevets (Equity 6928[Quoi ?]) dans son documentaire La Bobine manquante (The Missing Reel). À l'époque de sa disparition, Le Prince s'apprête à breveter son projecteur de 1889 au Royaume-Uni, et à quitter l'Europe pour la présentation officielle de l'appareil, prévue à New York. Sa veuve suspecte un acte criminel, bien qu'aucune preuve concrète n'ait jamais émergé (Rawlence se rabat de ce fait sur la théorie du suicide). De plus, à l'époque des faits, Edison ne s'intéresse plus aux recherches des autres, les siennes venant d'aboutir, après la mise en vente par Eastman de son support souple et la mise au point par Edison et Dickson du film 35 mm à 4 jeux de perforations rectangulaires dont il dépose les brevets internationaux en 1891. D'autre part, dans un crime, commandité ou non, le mobile est un des trois éléments fondamentaux (arme, corps, mobile)[non neutre], et l'on ne voit pas ce qu'Edison aurait gagné en supprimant Le Prince qui n'avait ni les moyens financiers, ni les moyens industriels de faire de l'ombre à l'inventeur et industriel américain. En 1898, le fils aîné de Louis Le Prince, Adolphe, qui a assisté son père lors d'un grand nombre de ses expériences, est appelé comme témoin par la Mutoscope Company qui avait commis la contrefaçon du Kinétoscope (appareil inventé et commercialisé par Edison, permettant de regarder individuellement par un œilleton les films tournés avec le Kinétographe). La Mutoscope, via l'invention de Le Prince, prétend prouver qu'Edison n'est pas l'inventeur de sa caméra, le Kinétographe. Lizzie (la veuve de Le Prince) et Adolphe y voient une occasion de faire reconnaître les travaux du défunt, mais l'affaire se retournant contre la société américaine, reconnue coupable de contrefaçon, leurs espoirs sont déçus et abandonnés.

En 2018, Patrick Rebeaud a trouvé de nouvelles informations et de nouvelles pistes :
Il a découvert que Le Prince a probablement fait le tout premier essai de sa caméra à Paris sur le terrain de la future usine d’électricité Edison, elle-même toute proche de la maison des Le Prince. Cela aurait pu attirer l’attention d’un membre de l’équipe Edison sur son invention.
Patrick Rebeaud a fait remarquer que — contrairement à la légende — l’éventuelle disparition lors du voyage dans le train Dijon-Paris n’est pas équivalente à un Mystère de la chambre jaune car les trains de l’époque — même directs — devaient s’arrêter régulièrement pour se recharger en eau et en charbon. Il a aussi relevé que si les amis de Le Prince l’attendaient bien dans une gare parisienne, ce n’était cependant pas dans la gare d’arrivée du train Dijon-Paris contrairement à ce qu’on avait laissé entendre jusque-là. Le Prince a donc pu disparaître en plein Paris, lors de son trajet solitaire entre la gare de Lyon et la gare du Nord.
En ce qui concerne les nouvelles pistes pour expliquer la disparition, Patrick Rebeaud fait le rapprochement avec un train parti de Dijon le même jour en direction de Vallorbe ; train qui a été percuté très violemment en gare d’Andelot par un autre convoi, provoquant la mort de deux à quatre passagers (selon les sources). Cela conduit à cette hypothèse : Le Prince s’est trompé de train à Dijon. Il est monté dans celui qui l’a entraîné dans un accident mortel.
Autre hypothèse proposée par Patrick Rebeaud : Le Prince pourrait être le bourgeois ruiné qui a tenté (quelques jours après la disparition) de voler des émaux au musée des Arts et Métiers à Paris. Ce voleur a refusé de donner son identité à la police pour ne pas nuire à sa famille. Il se trouve que Le Prince connaissait parfaitement les émaux et savait à qui les vendre.
Louis Le Prince est officiellement déclaré mort en 1897. La photographie d'un noyé ressemblant à Le Prince, datant de 1890, a été découverte dans les archives de la police de Paris en 2003.
En 1902, deux ans après avoir témoigné à l'Equity 6928, son fils Adolphe Le Prince est retrouvé mort, tué d'une balle de revolver, alors qu'il chasse le canard sur Fire Island, près de New York,,.
Plus récemment d'après l'auteur Irfan Shah, Le Prince s'apprêtait à partir notamment au Japon une fois ses inventions au point ce qui cadre mal avec une disparition volontaire,.

### Documentaires filmés
- 1989 : The Missing Reel par Christopher Rawlence
- 2015 : The First Film  par David Wilkinson
- 2019 : L'Affaire Leprince, le cold case de l'histoire du cinéma par Patrick Rebeaud
- 2019 : Way to Paris par David Barsony